# 磐城の戦い
磐城の戦い（いわきのたたかい）とは、戊辰戦争時の慶応4年（1868年）6月16日から8月7日にかけて後に磐城国として分離される地域（現在の福島県浜通り）で行われた、明治新政府軍と徳川旧幕府軍との一連の戦いの総称である。新政府軍の平潟上陸から中村藩の降伏まで続いた。戦闘の結果、奥羽越列藩同盟は浜通りを喪失すると共に、盟主仙台藩においては藩境に新政府軍を迎えることになった。

## 背景

### 新政府軍の戦力再編

白河口の位置

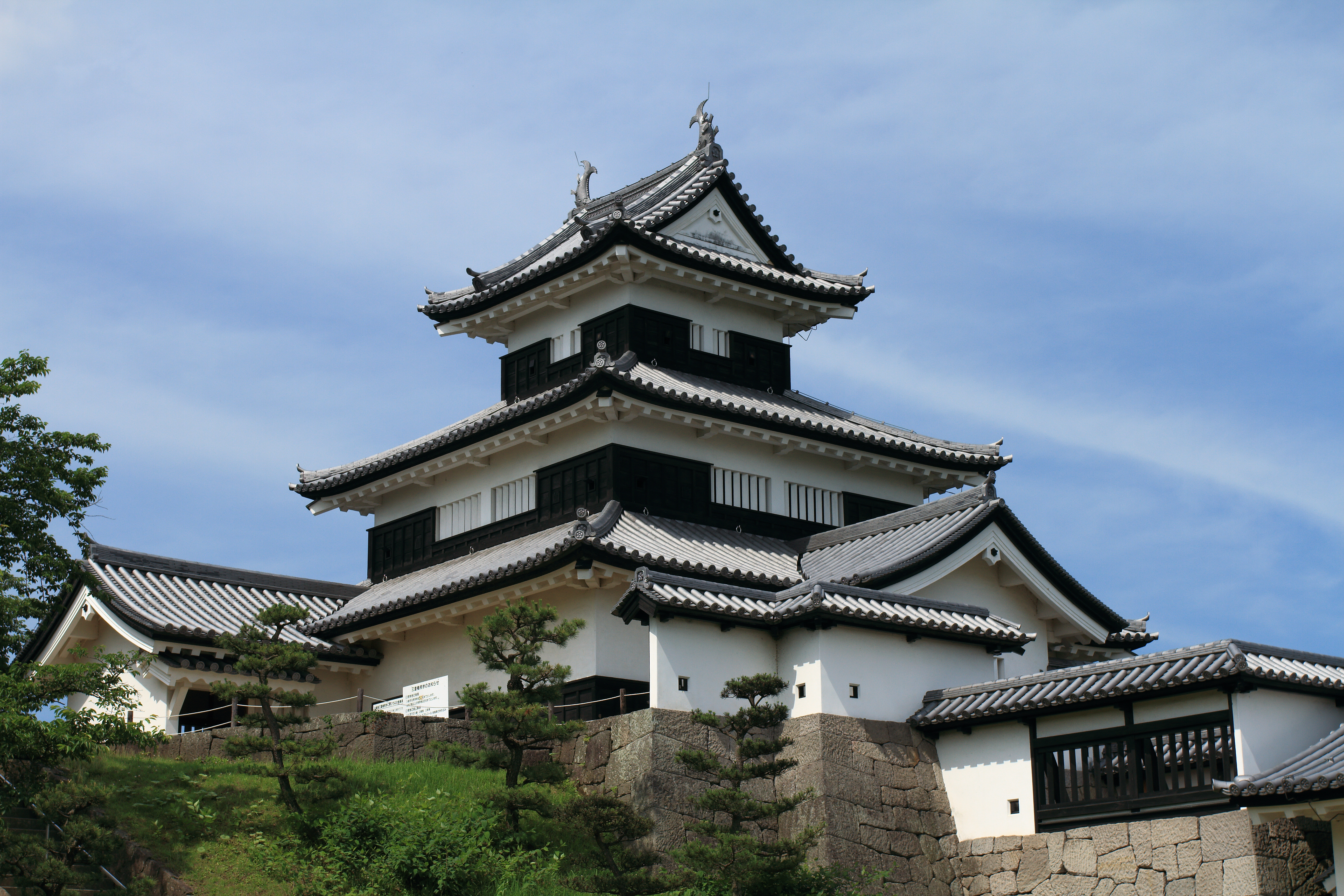
白河小峰城

無血での江戸開城は大きな転換点となり、これまで旗色を明確にしていなかった西日本の諸藩も慶応4年にこぞって明治新政府軍に参加した。関東での徳川旧幕府勢力との戦いも、市川・船橋戦争から上野戦争へ至る一連の戦闘によって彰義隊らを壊滅させ、小康状態となった南関東から兵力を移動できる状態になっていた。
新政府側は西日本の諸藩の兵と関東の薩長の兵力を合わせて一軍を編成。当時は越後方面で勃発した北越戦争では双方大軍を展開しての膠着状態に陥っており、一方の奥州街道の要地である白河口では新政府東山道軍伊地知正治が度々旧幕府軍を撃破していた（白河口の戦い）が、戦力の不足が顕著であった。東征大総督府下参謀西郷隆盛は上野戦争の以前から「兵力が越後口に傾き過ぎ、白河口が寡少で均衡がとれないばかりか、四方を優勢な敵に囲まれている」と危惧を露にしていたが、大村益次郎にまずは関東を平定してからと止められた経緯があり、板垣退助率いる土佐藩兵と薩摩藩兵を中心とする一軍が白河口への援軍に向けられた。

### 平潟上陸作戦の立案
こうして一軍を新設派遣した新政府軍だったが、その間にも諸藩の新政府参加は続き、加えて江戸警備の再編成によって更に一軍の編成が可能になった。新政府軍は海路を用いて白河口から東の磐城地方の平潟に敵前上陸する作戦を立案する。
平潟は列藩同盟の勢力圏にあり、平潟周辺を制圧するまでの補給は海路に頼る危険を伴うものだった。新政府は大軍を送りこむことで平潟一帯を確保し、海路と同時に常陸方面からも陸路での兵員、物資の補給を行う計画だった。平潟を抑えることは陸前浜街道の確保にもつながり、白河口方面の後方遮断と、磐城平藩や中村藩に対する威圧が期待できた。また、磐城平藩と中村藩を脅かせば、隣接する仙台藩にも影響を与えることは必然であった。

### 列藩同盟軍の情勢
仙台藩、米沢藩を盟主とする奥羽越列藩同盟は東北各地で明治新政府軍と、同盟から寝返った諸藩と戦端を開いていたが、庄内藩をのぞいて目立った戦果はあがっていない。
- 仙台藩：新潟方面と白河口方面に兵を派遣。白河口では700名の新政府軍相手に敗退を続けていた。しかし、実質100万石とされた仙台藩の動員兵力は東北では群を抜いていた。
- 米沢藩：新潟方面において幕府軍とにらみ合いが続いていた。
- 会津藩：白河小峰城を占拠していたが、5月1日に白河口の戦いで新政府軍に奪われる。仙台藩とともに度重なる攻撃をしかけたが、奪還には至らなかった。
- 浜通り諸藩・中通り南部諸藩（中村藩、棚倉藩、磐城平藩、湯長谷藩、三春藩、泉藩、守山藩）：いずれも小藩であり、北に位置する仙台藩の影響下にあったため列藩同盟に加わっていた。

## 平潟への上陸作戦

### 両軍の戦力

#### 新政府軍

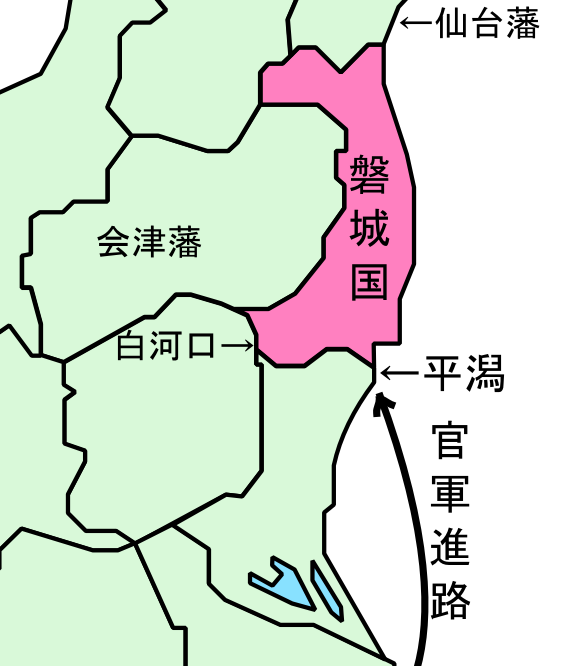
平潟の位置

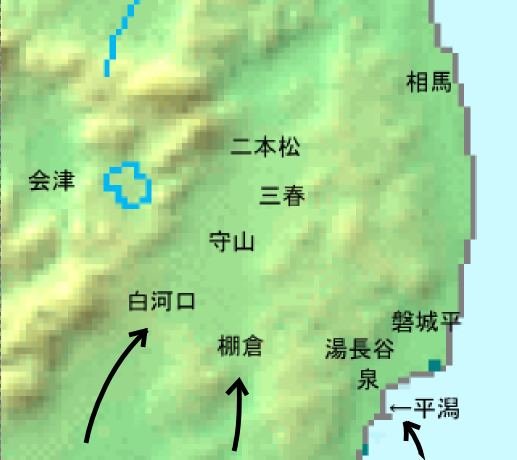
新政府軍進路（略図）

上陸作戦にあたり、新政府側がまず直面した問題は輸送艦の不足であった。輸送可能な艦船は三邦丸、富士山丸、飛隼丸の三隻のみであり、何度か品川と平潟間を往復させる必要があった。新政府側はやむなく数回に分けての上陸を決断する。上陸作戦の第一陣に選ばれたのは薩摩藩、大村藩、佐土原藩の三藩1,000余名だった。奥羽鎮撫総督参謀木梨精一郎と、大村藩の渡辺清がそれぞれ指揮をとる。

新政府平潟方面軍
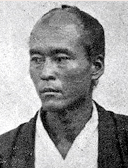
大村藩参謀渡辺清

#### 列藩同盟軍
奥羽越列藩同盟側も海路からの侵攻の可能性は考慮に入れており、平潟周辺には仙台藩だけでも14小隊（磐城平に6、中ノ作に2、小名浜に2、平潟に2、塙に2）を分散配置し、浜通り地方諸藩の兵も控えていた。加えて、箱根で敗戦後に東北で合流した林忠崇、人見勝太郎の100名が加わっている。

列藩同盟遊撃隊
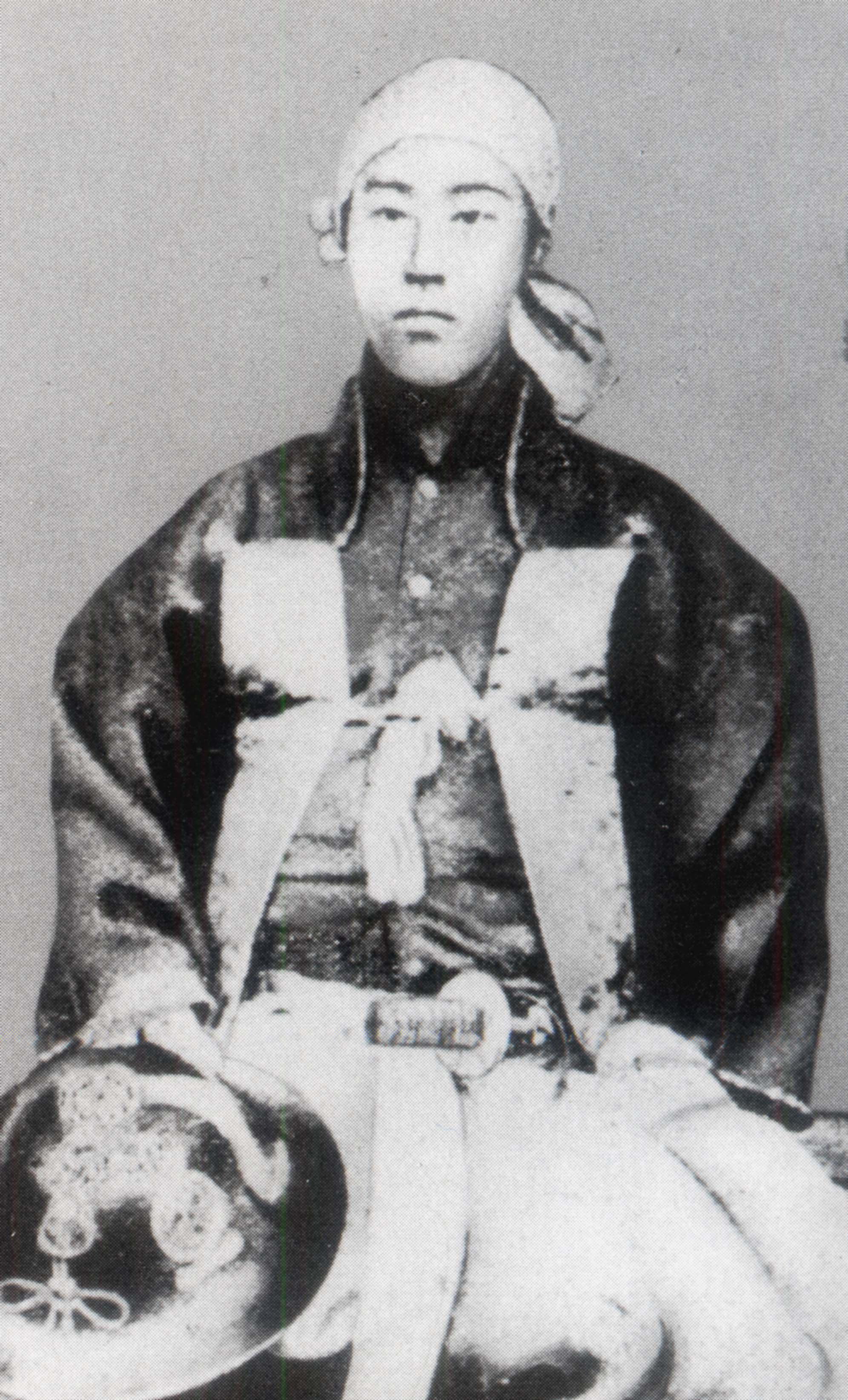
請西藩主林忠崇
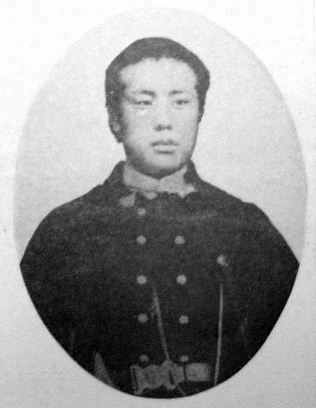
遊撃隊指揮人見勝太郎

### 新政府軍の上陸
6月13日に品川から出航した輸送艦が平潟に到着したのは16日であった。同日、小船に乗り換えて数名が平潟へと上陸する。その動きは平潟の西にある勿来関で仙台2小隊50名を率いていた大江久左衛門の知る所となったが、大江は何故か軍を動かさず新政府軍の上陸を傍観した。新政府軍はこの機に全軍上陸させようと村民らに金銭、子供らにビスケットを渡して懐柔。朝廷の御用であることと、賃金を支払う旨を約束して揚陸を手伝わせた。
やがて斥候隊が三分隊上陸するにおよび、仙台藩大江隊は後退を開始する。かくして、上陸を妨げるものがなくなった新政府軍は悠々上陸し、平潟を確保した。新政府軍は時をおかず四方の浜通りの諸藩（中村藩、磐城平藩、湯長谷藩、泉藩）に使いを送り交渉役を招いたが、4藩のいずれからも返答の使者は訪れなかった。
浜通りには既に仙台藩の兵力が浸透しており、特に人見勝太郎ら徳川旧幕府出身者が遊撃隊を率いて諸藩を見張って離脱すれば攻撃する動きを見せていた。また、藩ごとの事情もあり、藩主が不在の磐城平藩では実務を取り仕切る隠居の安藤信正が一貫した佐幕派であり、戦意を自ら高めていた（安藤信正は老中時代に尊王攘夷派の襲撃によって失脚している→坂下門外の変）。他の3藩は藩論が割れており、特に泉藩では新政府軍への恭順を求めて2名が自刃したものの、仙台藩、二本松藩、会津藩らに近い地勢的な理由から率先して新政府に寝返ることもできず、仙台藩の求めるままに新政府軍へ向けて出兵した。

### 関田、植田の連戦
16日に全軍上陸を終えた新政府軍は斥候隊を派遣しつつ守備を固め、第二陣の柳河藩317名、岡山藩302名を待つことにした。一方、目前での上陸を許してしまった列藩同盟側も新政府軍の海への追い落としを企図して仙台、磐城平、泉の各小隊、および人見遊撃隊を出陣させ、その斥候騎兵が平潟の北にある関田付近で新政府軍の斥候と遭遇。両軍は関田において交戦を開始した。
新政府軍は各方面を守るために軍を分散配置しており、関田方面を守っていたのは薩摩藩の私領一番隊であった。薩摩藩は勿来関からの仙台藩兵の出撃を危惧して軍を二分し、一方を北の関田へ向けて進軍させ、もう一方を西の勿来関への対処にあてた。関田の半隊は同盟軍を撃破・撤退させ、西に向かわせた半隊は勿来関から出撃してきた仙台藩1小隊と九面村付近で遭遇、交戦を開始した。両者の戦力は拮抗していたが、銃声を聞いた薩摩藩私領二番隊が勿来関方面へと殺到。結果、仙台藩小隊の右側面を突く形となり、仙台藩小隊はたまらず敗走した。新政府軍はこの戦いにおいて第二陣到着までの時間を稼ぐことに成功し、一方列藩同盟側は状況を打開することはできなかった上、仙台藩と人見遊撃隊の間で敗戦の原因を押し付けあった。
18日には関田の北にある植田において小競り合いがあったとされているが、記録に残しているのは仙台藩記のみであり、詳細は明らかにされていない。新政府軍は第二陣を待っている局面であり、積極的な行動は起こさなかった。

### 増援の到着
20日、飛隼丸の岡山藩兵302名と三邦丸の柳河藩317名が平潟に到着した。増援を得た新政府軍は薩摩藩、大村藩、佐土原藩に前述の両藩を加えて1,500名を数えるに至る。しかし、それでもなお磐城地方制圧に動ける人員ではなく、後続の第三陣、第四陣らを待ちながら平潟周辺を抑えるのが基本方針となった。
列藩同盟軍も平潟で政府軍に自由な行動を許すわけにはいかず、続々と援軍を送りこもうとしていた。中村藩は7小隊と砲一門を磐城平城に送り、会津若松に駐屯する米沢藩1大隊も兵を割いて援軍を派遣し、この地域を重視する仙台藩は参謀に古田山三郎を任じ、桃生郡小野領主の富田将監、桃生郡小郡領主の富田小五郎、柴田郡船岡領主の柴田中務の三名に各1大隊を委ね、計3大隊は海路で小名浜を目指した。

### 八幡山攻防戦
24日、中村藩兵が磐城平城に到着する。この機を得て湯長谷に駐屯していた遊撃隊と仙台兵は鮫川をわたって大島へ出撃し、その住民が官軍に好意的であることを咎めて放火した。帰り際にも植田に放火し、同盟側は西の八幡山に陣を構えた。
植田に程近い関田に駐屯していたのは岡山藩であり、単独で鮫川を渡河して八幡山へ攻め込むものの、今回は列藩同盟側がよく守り、岡山藩兵も攻めあぐねる。そこへ九面村方面から薩摩12番隊が駆けつけ、岡山藩兵の援護に回って新政府軍は次第に形勢を建て直していく。さらには新政府軍の増援に柳河藩も到着するにおよんで、同盟側も防衛を断念して撤退を開始した。新田宿へ移動を始めた同盟軍を新政府軍も追跡するが、日没を迎えたことで新政府軍も攻勢を中止する。新政府軍が八幡山を確保して戦闘は終了した。

棚倉の位置

板倉城攻略
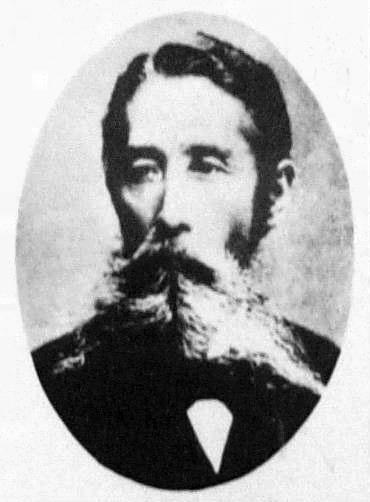
板垣退助板倉支隊

翌25日、土佐藩の板垣退助が800の兵で棚倉城を攻略したとの情報が平潟の官軍にも届く。これにより白河口の戦いは一挙に新政府優位に傾き、新政府軍は列藩同盟の相次ぐ奪還のための派兵を凌ぎつつ、本格的な北進の準備を始めつつあった。一方、平潟勢としても座して戦況が打開されるのを待つわけにはいかず、近く到着する第三陣をもって浜通り諸藩へ攻勢に出ることを、27日の軍議において決定する。
- 海岸道を進んで泉藩を攻撃する部隊（薩摩藩、岡山藩、大村藩）
- 本街道から湯長谷藩を攻撃する部隊（柳河藩、佐土原藩）
- 平潟を守備する部隊（柳河藩の半小隊、第三陣で到着予定の笠間藩）

以上の行動の開始は翌28日と定められた。
新政府軍に第三陣が到着したのは29日。常陸笠間藩200名が陸路を通って到着した。前述の通り28日時点で新政府軍の攻勢は始まっており、笠間藩はそのまま平潟の守備につく。笠間藩は磐城郡神谷村に5,000石の飛び地を有していたが、戊辰戦争の始まりと共に同盟側に奪われており、その立場からの参戦であった。
笠間藩は宇都宮城の戦いの小山を巡る戦闘において、当時の諸藩がそうであったように槍を構えた鎧兜の騎馬武者と火縄銃を携えた足軽隊という旧式兵装のまま密集突撃を敢行し、旧幕府側に散々に打ちのめされたことから装備を新調している最中であったが、折りしもの財政難で遅々として進まず、未だ鎧武者がちらほらと混在していた。笠間藩はそのような歩兵機動力の不足から、到着前に守備隊編入が決定されていた。

## 泉藩、湯長谷藩への攻勢
28日午前、新政府は植田で軍を二分し、薩摩藩、岡山藩、大村藩は海沿いを通り泉藩へと向かい、柳河藩、佐土原藩は山道を通り湯長谷藩・平藩へ向かった。

### 泉陣屋の占拠
列藩同盟軍は小浜付近に陣を築き、先鋒の薩摩2番隊を迎え撃った。これに対し、薩摩藩は部隊を2つにわけて一隊で迂回攻撃をさせて挟撃して敗走させた。敗走した同盟軍はなおも泉藩の南方で陣を敷いたが、これも迂回攻撃に抗しきれず敗走を重ねた。同日、新政府軍は泉藩の藩庁泉陣屋に到着するが、藩主本多忠紀一行が退却した後だったため難なく占領した。泉に駐屯した新政府軍だったが、西  南方面からの銃声で湯長谷が戦闘中であることを知り、薩摩藩12番隊は戦闘中の柳河藩、佐土原藩を援護すべく新田坂方面へ向かった。また、続いて出発した薩摩藩1番隊は新田宿を通過して敵後方に回り込もうしていた。

### 湯長谷の占拠
柳河藩、佐土原藩は堅牢な陣地で抗戦する列藩同盟軍と相対し、攻略の糸口が掴めずにいた。だが午後、列藩同盟軍の左側背に突如として出現した薩摩藩12番隊に同盟軍は動揺し、柳河藩、佐土原藩も合わせて攻勢を開始する。さらに同盟軍の後背に大きく迂回してきた薩摩藩1番隊が現れるに至って戦況は決し、同盟軍は壊走状態となる。柳河藩、佐土原藩は湯長谷藩へ向けて前進した。
一方、仙台藩は汽船長崎丸と太江丸をもって磐城平城に増援を送り、輸送を終えた両船舶に平潟への砲撃を命じた。平潟の守りである笠間藩兵に不安のあった新政府側は仙台藩の上陸作戦を恐れて狼狽したが、兵員を既に下ろした両汽船は砲撃のみで引き上げていった。だが、新政府側の懸念は消えず、柳河藩兵を全軍呼び戻して平潟の警備に当たらせた。29日、柳河藩を守備に残したことにより山側の部隊が佐土原藩のみとなったため、新政府軍は再編成を行って岡山藩兵を山側に転換した。岡山、佐土原の両藩は前進を続け、湯長谷兵の主力は藩主内藤政養と共に高野方面にいたこともあって湯長谷館を難なく占領した。
増援として泉藩と湯長谷藩に向かっていた仙台藩柴田中務の1大隊は、林道通過中に左右から攻撃を受けて多数の死傷者と逃走兵を生じさせることになり、残存の部隊は磐城平城へ撤退した。

## 磐城平城攻防戦

### 第一次磐城平攻防戦
|          | 藩       | 兵力 |        | 藩       | 兵力 |
| -------- | -------- | ---- | ------ | -------- | ---- |
| 新政府軍 | 岡山藩   | 300  | 同盟軍 | 仙台藩   | 500? |
| 新政府軍 | 佐土原藩 | 300  | 同盟軍 | 磐城平藩 | 200  |
| 新政府軍 |          |      | 同盟軍 | 米沢藩   | 130  |

磐城平の位置

6月29日、湯長谷を失った列藩同盟軍は、撤退の助けとするため湯本に放火し、合流した仙台藩兵や磐城平藩兵と共に浜街道の堀坂に陣をしいた。湯長谷を落とした岡山藩・佐土原藩ら新政府軍は、直ちに堀坂に向かったが火事で通れず、手間取りながらも東に迂回する。ようやく延焼する堀坂を回り込んでいくと、ちょうど同盟軍の側面をつく形となった。列藩同盟軍は虚を突かれて混乱し、被害を出しながら磐城平城付近まで退却する。
こうして時間を費やしながらも磐城平城を目前にした岡山藩・佐土原藩だったが、磐城平は奥羽越同盟軍にとって重要な拠点であり、磐城平藩と中村藩200も戦意旺盛であるために頑強な抵抗に手を焼いた。また、列藩同盟軍に同日到着した米沢藩3小隊（130名ほど）が加わり、米沢藩・仙台藩・中村藩兵は稲荷台に砲陣をしいて砲撃を加えた。火縄銃が主体の列藩同盟軍であるが、米沢藩兵は元込銃で武装しており、猛射によって新政府軍の前進を食い止める。新政府軍は攻めあぐねたまま日没を迎えて、湯長谷に一時退却せざるを得なかった。この日、海側の薩摩藩と大村藩は小名浜に上陸したばかりの富田小五郎が率いる仙台藩の増援1大隊と富岡で遭遇していたために、岡山藩・佐土原藩の援軍に向かうことはできなかったが、仙台藩の1大隊を壊滅させることに成功した。

#### 仙台富田隊の壊滅
泉領奪還へと向かう仙台藩富田小五郎の1大隊だったが、既に水田地帯を進軍中に新政府軍に捕捉されていた。当時の諸藩同様、冨田隊は密集陣形で前進しており、薩摩藩の最初の砲撃で多数の負傷者を生じる。その上、間髪を入れず薩摩藩が突撃を敢行し、大村藩は側面に回りこんでの一斉射撃を仙台藩富田隊に浴びせかけた。たちまち富田隊は総崩れとなり、輸送艦の停泊する小名浜方面へと撤退を始める。沖には太江丸と長崎丸が停泊しており、富田隊は海上での立て直しを図っていた。
だが、中ノ作から沖合いの輸送艦までは30人乗り程度の大きさの伝馬船にのって沖を目指さねばならず、数も足りないために数度の往復が必要となった。それでも負傷者から搬送させようと奮闘する富田らの尽力で輸送は進み、薩摩藩が殺到する直前に最後の30人が乗り込む。後は沖へと漕ぎ出すのみだったが、潮の流れは干潮となっていた結果、船は沖へ向かうどころか浜へと近づいていく。そして浜には薩摩藩兵らが銃を構えて待ち構えていた。仙台藩兵は為す術もなく銃撃を浴びることになり、この日仙台藩の戦死者は64人(一説には121人)、負傷者は22人に及び、中には殿を務めた富田も含まれていた。一方の新政府軍の被害は、薩摩藩兵が戦死1人と負傷2人、大村藩兵が負傷1人を出したに過ぎなかった。　海上に逃れた仙台兵も怪我人と士気の低下、隊長の戦死により大隊としての機能を喪失した。

### 第二次磐城平攻防戦
|          | 藩     | 兵力 |        | 藩       | 兵力 |
| -------- | ------ | ---- | ------ | -------- | ---- |
| 新政府軍 | 薩摩藩 | 400  | 同盟軍 | 仙台藩   | 500? |
| 新政府軍 | 大村藩 | 300  | 同盟軍 | 磐城平藩 | 200  |
| 新政府軍 |        |      | 同盟軍 | 米沢藩   | 130  |

7月1日、今度は新政府軍の海岸側の部隊が磐城平城攻略に動いた。小名浜から出撃した薩摩藩・大村藩は山側の僚軍に一報を入れることなく磐城平城へ攻め寄る。両藩はこれまでと同様に一隊を分離して搦め手として城の東に向かわせたが、今回の列藩同盟軍は六斤砲を用意した上、稲荷台に小銃を装備した藩兵を配置して待ち受けていた。また、磐城平城に入っていた古田山三郎らは相次ぐ敗戦の雪辱に燃え、戦意高揚していた。
新政府軍は散開して城に近づくが、後装銃を含むこれまでにない銃撃を受けて前に進むことができず、午後になっても戦況は変化しなかった。期待した湯長谷からの増援も当初の連絡の不備により訪れず、弾薬の欠乏から勝機なしと見て薩摩藩は後退を始める。新政府軍は負傷者を出したが死者はなく、銃声を聞いてようやく出撃した岡山藩兵に迎えられて湯長谷にともに撤退した。一方の同盟軍は、防御側であるにも関わらず、この日の仙台藩兵の死者は30人と負傷者が20人、相馬中村藩兵の負傷者が2人と甚大な被害を出した。
こうして2度に渡る新政府軍の攻撃を甚大な被害を出して辛うじて退けた列藩同盟軍であったが、戦況は日に日に悪化していた。白河口と棚倉城の失陥は周囲の藩に動揺を与え、棚倉に近い三春藩と守山藩は独自に和平の道を模索し始めている。浜通りにしても湯長谷藩は既に本拠を奪われた上、四方が同盟に加わっているため止むを得ず従っているだけと新政府へ意を伝えていた。中村藩にしても北に仙台藩と接し、逆らえば即座に侵攻される地理的理由があった。不在の藩主安藤信勇に代わり、隠居の安藤信正の佐幕思想によって列藩同盟軍に協力している磐城平藩であっても、藩論は一つでなかった。信勇は5月の時点で明確に新政府に恭順を誓っており、美濃別領で召集した兵力を新政府軍に派遣していた。仙台藩は本拠を失った泉藩・湯長谷藩の藩主を仙台に保護していたが、転戦を続ける泉藩・湯長谷藩兵にとってこれはまさに人質であった。

### 新政府軍への増援

新政府軍増援
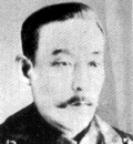
仙台追討総督四条隆謌
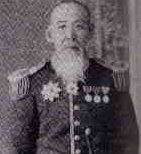
参謀河田景与

新政府軍は一挙に戦局を優位に進めようと仙台への侵攻を計画し、磐城平城の占拠に本腰を入れつつあった。3日に四条隆謌を仙台追討総督とし、平潟軍はようやく軍司令を擁することになる（四条総督が実際に平潟に到着するのは7月22日）。続々と援軍も到着し、第四陣として鳥取藩6小隊300人、岡山藩80名および後方支援担当の郡山藩70名が実戦指揮官の参謀河田景与（河田佐久馬から改名）と共に到着すると、9日には第五陣として砲兵を含む薩摩藩469名が加わり、12日には第六陣の鳥取藩700余名が到着。平潟新政府軍の陣容はほぼ倍となった上に、仙台藩侵攻を企図する新政府はなおも援軍の編成を進めていた。

奥羽列藩同盟側
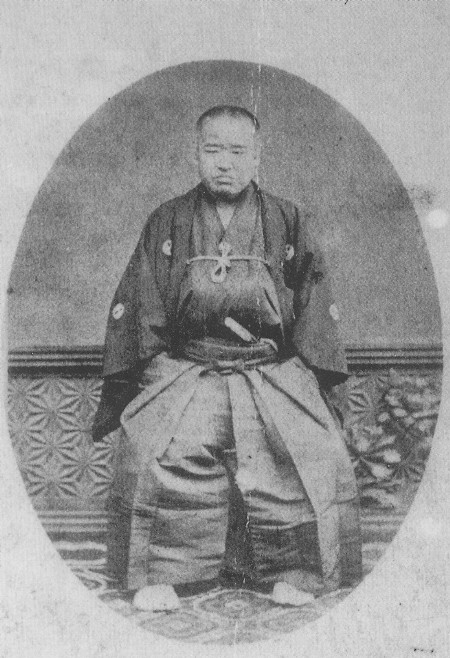
仙台藩主伊達慶邦
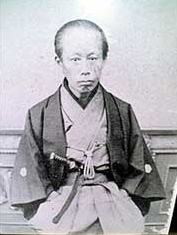
中村藩12代藩主相馬充胤（当時後見役）

兵力の集結の目的が仙台本藩への侵攻であることは、新政府軍が12日に公布した作戦方針でも明らかとなっていた。仙台藩では藩主伊達慶邦が事故により動けなかったため、後継である伊達宗敦が国境の宇多郡駒ヶ嶺村に出陣し、中村藩でも藩主相馬誠胤が自ら兵を率いて前線を鼓舞した。しかし、磐城平城での2度の攻防戦で失われた兵力への補充は十分でなく、仙台藩石母田備後の援軍は四倉についたものの待ち伏せ奇襲によって被害を受け動けず、磐城平城への援軍入城の記録はほとんど見受けられない。

### 第三次磐城平攻防戦
|          | 藩       | 兵力 |        | 藩       | 兵力    |
| -------- | -------- | ---- | ------ | -------- | ------- |
| 新政府軍 | 薩摩藩   | 876  | 同盟軍 | 仙台藩   | 500?    |
| 新政府軍 | 大村藩   | 300  | 同盟軍 | 磐城平藩 | 200     |
| 新政府軍 | 鳥取藩   | 300  | 同盟軍 | 中村藩   | 100-200 |
| 新政府軍 | 岡山藩   | 380  | 同盟軍 |          |         |
| 新政府軍 | 佐土原藩 | 300  | 同盟軍 |          |         |
| 新政府軍 | 笠間藩   | 200  | 同盟軍 |          |         |

磐城平城が健在であることは白河方面軍にとって後背の不安要素であり、棚倉城を落とした棚倉支軍の行動にも掣肘を与えていた。11日、白河方面軍から棚倉支軍司令官の板垣退助と牧野群馬、中島茶太郎ら（その中には当時砲隊長だった大山巌も含まれていた）が督促のため来訪。平潟軍を率いていた木梨精一郎、渡辺清、そして先日の増援で新たに加わった河田景与との合議の結果、13日の夜明けに攻略を開始することを定めた。

#### 磐城平城包囲
倍増した兵力を生かし、新政府軍は磐城平城包囲を目論む。13日午前5時、沼ノ内から出撃する右翼の薩摩藩3隊が東方面へ、小名浜からは薩摩藩、大村藩、鳥取藩が中央隊として渡辺清に率いられて磐城平城の南へ、湯長谷からは佐土原藩、岡山藩に鳥取藩の3小隊が加った左翼隊が磐城平城の西へ向けて進軍した。北方面についてはあえて兵をつけず逃走経路として残しており、これは新政府軍が殲滅ではなく拠点の確保を目的としていたためである。後方の平潟には後方支援部隊の郡山藩兵が入ったため、それまで平潟守備についていた笠間藩200名は列藩同盟軍に占拠されていた自らの飛領神谷村へと向かった。神谷村は磐城平城から東6kmに位置し、その更に北東には中村藩、仙台藩、米沢藩の増援が陣を構えていた四倉があった。このため、笠間藩兵は同盟軍増援の真正面に立つことになる。
左翼隊は兵を三分し、先日の攻防戦で苦しめられた稲荷台陣地へと攻勢を強め、中央隊、右翼隊は稲荷台が混乱している隙に磐城平城下になだれ込む。左翼隊の奮闘によりついに稲荷台の同盟軍も撤退し、新政府軍はとうとう磐城平城の三面包囲を完成させた。折りしも当日の空模様は雷雨となっており、火縄銃主体の仙台藩、中村藩の火力は著しく減退していた。また先日の攻防戦において元込銃での防衛力を発揮した米沢藩3小隊は11日に四倉へ引き上げていて不在で、磐城平城に残された兵力については幕臣直参を中心とする渡辺綱之助率いる純義隊と、磐城平藩の一大隊が記録の残っているが、いずれにせよ城外に展開して陣地を取り戻す余力は残されていなかった。

#### 磐城平城陥落
新政府軍の包囲を解くには、もはや四倉からの援軍による攻撃に頼るしかない状況だったが、仙台藩と中村藩は磐城平城周辺での戦闘で消耗しきっていた。特に弾薬の補給と部隊の再編成が急務であり、13日中の援軍出撃は不可能だった。一方、米沢藩兵は後装銃で武装する3小隊（1日の防衛戦で活躍した部隊）を磐城平城に駐屯させており、10日には3小隊を率いた大隊長江口縫殿右衛門が到着した。しかし、江口は磐城平城に入ることなく、逆に前述の通り11日には磐城平城の3小隊を四倉へと引き上げさせた。磐城平藩は江口に入城を求めるが、江口は「平城に砲声起こらば必ず救援すべし」と言うばかりだった。
かくして新政府軍による磐城平城包囲が始まったが、米沢藩兵6小隊は出撃したものの神谷村で飛領に駐屯していた笠間藩兵と遭遇するなり、戦意を失って四倉へと戻った。仙台藩は後にこの米沢藩の行動を、同盟離反の最初の表れとして非難しているが、この時期の米沢藩は北越戦争では激戦を繰り広げていた為に、江口が自らの判断で兵力温存に徹したためという見方もされている。
以上の経緯から、戦況の甚だしく不利であることは篭城側の列藩同盟軍も把握しており、新政府軍も既に磐城平城の本丸外堀にまで達していた。藩主に変わって磐城平城主となっていた安藤信正は、家臣団に説得されて午後に脱出を決意し、新政府軍が故意に開けていた北へ向けて純義隊と共に河村村へ逃走する。仙台藩兵も仙台まで信正を護送する必要があることから退避する。かくして残されたのは磐城平藩兵とわずかな中村藩兵のみとなった。
だが、後に残された磐城平藩家老上坂助太夫と中村藩の相馬胤眞（将監）はなお戦意を失わず、城内の銃器を役目、身分を問わず配布、4小隊200名ほどを編成して装備も優れた3,000名の新政府軍と対峙する。新政府軍は門を破るべく砲撃を重ね、ついに山砲の一弾が内門に命中、衝撃で貫木をへし折るに至った。新政府軍は歩兵の突入によって一気の制圧をはかるが、砲兵と歩兵の連携が上手くいかず、駆けつけた守備側に米俵を積み上げられて門を封じられてしまう。攻防は休息なく続き、次第に日が落ちていく。
磐城平城はついに午後の攻勢を凌ぎきって、13日の夜を迎えようとしていた。新政府軍参謀部では夜戦を避け、翌日攻撃を再開する決定を下し、宿営地までの引き上げを各藩に通達する。しかし、薩摩藩は命令を無視。東門にはりついたまま夜陰が下りても攻撃の手を休めることはなかった。磐城平城側は少数のため交代人員も立てられず、休む暇のない薩摩藩の猛攻に次第に限界が迫っていた。銃弾、兵糧はまだ余裕があったが、砲弾はすでに欠乏をきたして反撃もまばら。しかし補給しようにも薩摩藩が攻勢を止めないために外部から運びこむこともできず、継戦はもはや不可能な状況であった。上坂助太夫は城を枕に戦死する覚悟を定め、後は磐城平藩のみで守るので退去するよう相馬胤眞に促すが、胤眞はこの一敗をもって全ての敗北としてはならないと説得、ついに上坂も退去する方針に改めた。深夜0時、城内に火を放って守備隊は全軍引き上げを開始する。火の手をみるや、薩摩藩兵はすぐさま城内に侵入し、磐城平城は焼け落ちた。
この戦闘における新政府軍の死者は16名。一方、守備方の死者は中村藩が25名、仙台藩が7名、磐城平藩は58名を数えた。

### 磐城平落城後
13日深夜の磐城平落城の報を受け、四倉の列藩同盟軍は中村藩領での体勢立て直しを期して同地を去る。こうして、浜通りは中村藩を除き新政府軍の支配するところとなった。支配領域が広がったことから第七陣として後方支援を任務とする郡山兵120名が増員され、新政府軍は磐城平城周辺に展開して警備にあたった。22日、小名浜港に司令官である仙台追討総督の四条隆謌が到着。同時に長州藩の4個中隊、福岡藩の440名を中心とする広島藩、久留米藩、岩国藩らによって構成された第八陣が平潟軍に加わり、24日に第九陣として福岡藩442名と津藩95名、27日には第十陣として熊本藩489名が新たに加わった。

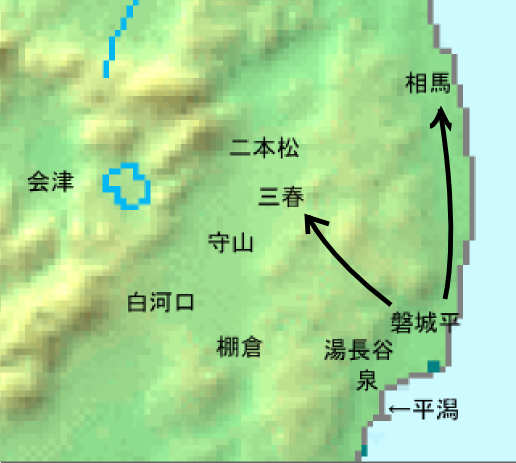
磐城平落城後の新政府軍進路

新政府軍としての今後の戦略は、白河口の部隊と連携して北上を続けることであり、そのためには白河口への増援を派遣する必要があった。そこで平潟軍を二分して一方を従来通り中村藩および仙台藩へ、もう一方を山間の道を抜けて白河口の部隊と共に三春藩方面を攻撃することに決定した。こうして、平潟軍は以下のとおり二分される。
- 参謀渡辺清が率いる三春藩、二本松藩方面軍（薩摩藩、大村藩、岡山藩、柳河藩、佐土原藩）約2,000名
- 総督四条隆謌が直接率いる中村藩、仙台藩方面軍（長州藩、福岡藩、津藩、広島藩、久留米藩、熊本藩、岩国藩、鳥取藩、郡山藩、笠間藩）約3,000名?

これにより、平潟軍をこれまで支えてきた薩摩藩らは分離し、24日に三春藩へ向けて出発した。その部隊は二本松藩、三春藩兵を撃破しつつ前進を続け、27日に三春に入り板垣隊と合流。棚倉支隊の稲垣と共に会津への足場を固めていく。その後、大総督府の命により正式に白河口軍に組み込まれた（8月13日）。
また、四条総督の軍は二分されて一時的に兵力が半減したが、新政府は平潟方面軍の目標を仙台藩侵攻と定めており、そのための援軍を編成中だった。だが、四条は援軍の到着を待たずに現有戦力での中村藩への北進を決断する。これは白河口方面軍と互いの側面を補い合う戦略をとっているために合わせて北上する必要があったことと、ここまでの戦勝で同盟軍に対して自信を深めていたことが理由に挙げられている。新政府軍の増援は平潟方面軍を追いかけるようになされ、対仙台藩の最終局面となる10月では平潟方面軍の兵力は10,000を数えるまでにいたった。

### 広野の戦い（第一次）
|          | 藩     | 兵力 |        | 藩     | 兵力 |
| -------- | ------ | ---- | ------ | ------ | ---- |
| 新政府軍 | 広島藩 | 400? | 同盟軍 | 仙台藩 | 300  |
| 新政府軍 | 福岡藩 | 442  | 同盟軍 | 中村藩 | 200  |
| 新政府軍 |        |      | 同盟軍 | 陸軍隊 | 100  |

広野の位置

磐城平城陥落に伴って、同盟軍は四倉を放棄。新政府軍の予測では、仙台藩、中村藩、人見の純義隊ら同盟軍は北へ遠く撤退しているものと見ていた。そのため22日、四条は広島藩兵と鳥取藩兵を先に四倉へ派遣する。広島、鳥取両藩兵の任務は四倉の制圧であったが、同盟軍が遠く逃げ去って姿も見えないことから、両藩は北の久ノ浜まで前進。更に広島藩の1小隊を大きく前進させ、広野手前の末続村において哨戒に当たらせた。しかし、土地勘がなかったために成果は挙がらなかった上、夜半に入るなり中村藩2小隊の夜襲を受ける。広島藩1小隊は混乱に陥りつつ、辛うじて末続村南方3キロの久ノ浜に撤退した。襲撃の対象となった広島藩だが、これにより戦意を刺激される。
広島藩は鳥取藩に共同での攻撃前進を提案。鳥取藩はこれを容れ、久ノ浜周辺に鳥取藩3小隊を残して両藩は進軍を開始し、海岸線沿いに広島藩を先頭にして縦列となって進んだ。その途上で、同盟軍の一部が亀ヶ崎（久ノ浜から北西内陸に45km進んだ地点）にいるという情報を得て、鳥取藩は軍を分けて3隊に亀ヶ崎襲撃を命じる。果敢に三方から攻めあがる鳥取藩兵に対し、亀ヶ崎に駐屯していたのは中村藩1小隊のみであり、中村藩兵は取るものも取らず逃げ出していた。結果、鳥取藩兵は交戦することもなく放棄された亀ヶ崎を占拠する。
一方、本隊である海岸沿いを進む鳥取藩、広島藩は広野の南に流れる浅見川に到達した所で、向こう岸に陣を張る同盟軍を発見。直ちに攻撃に移っていた。その時の平潟方面軍はこれまでの経験から、同盟軍の本隊は遠く熊ノ町にまで撤退していると判断しており、向こう岸の同盟軍は少数の容易な相手と思い込んでいた。実際にはこの同盟軍は仙台藩と中村藩の他に彰義隊に参加していた春日左衛門が陸軍隊を率いて参戦。士気を取り戻した同盟軍は、亀ヶ崎を落とした鳥取藩分隊が新たに新政府軍に加わっても動揺せず、川を利用した陣地で新政府軍の前進を阻んだ。やがて日が沈むが、新政府軍は相手の戦意を再び見誤り、夕方から明け方にいたるまでの戦闘の続行を決定した。翌日（24日）の午前8時、ようやく同盟軍は後退し始めるが、徹夜の戦闘で新政府軍は疲弊して追撃もできず、その日は広野にとどまる他はなかった。

### 広野の戦い（第二次および第三次）
浅見川を越えて広野を確保した広島、鳥取両藩兵であるが、夜を徹して戦闘を行ったために24日中は行動できる状態ではなかった。しかし川を背にして陣を張ることは防衛に難が生じ、後続の部隊も津藩からの援軍を迎えて編成中であるため、待たずに早々に2藩で前進することを決めていた。その進軍準備が終わろうとしていた25日、同盟軍から銃撃が加えられた。両藩に逆襲できるだけの兵力はなく、急ぎ陣地にこもると同盟軍もそれ以上の攻撃をしかけず撤退した。
|          | 藩     | 兵力 |        | 藩     | 兵力 |
| -------- | ------ | ---- | ------ | ------ | ---- |
| 新政府軍 | 広島藩 | 400? | 同盟軍 | 仙台藩 | 300  |
| 新政府軍 | 福岡藩 | 442  | 同盟軍 | 中村藩 | 200  |
| 新政府軍 | 長州藩 | 800  | 同盟軍 | 陸軍隊 | 100  |
| 新政府軍 | 岩国藩 | 300? | 同盟軍 |        |      |

翌26日の早朝、再び同盟軍が襲撃をしかけてきたが、今回の攻撃は両藩兵を浅見川に追い落とそうとする猛攻であり、両藩とも陣地にこもってひたすら救援を待つしかなかった。
正午、長州藩2中隊と岩国藩1中隊が到着。増援2藩は到着するなり猛攻を受けていた陣地から飛び出し、同盟軍陣地を強襲する。鳥取藩、広島藩も鬨（とき）の声を上げながらそれに続くと、勝ちつつあった同盟軍は逆襲に怯み、形成を逆転されるに至って恐慌の態で一斉に逃走した。同盟軍諸兵の動揺は下北迫の自軍陣地に到達しても収まらず、なおも北へと走らせる。同盟軍の部隊長らは踏みとどまらせて新政府軍を迎え撃つようと命ずるが、長州藩の機動力を伴った追撃は藩兵をより恐慌へと駆り立てた。そのため、義務感から踏みとどまって防戦を行おうとした仙台藩参謀中村権十郎が戦死し、海岸線で奮闘した伊達藤五郎は負傷して退却、中村藩の鬼将監こと相馬胤眞も重傷を負い、同日死亡した。
それらの相次ぐ死傷者の報に絶望を煽られた藩兵は、拠点の木戸駅を放火し、天然の要衝北繁岡にも目もくれず逃走する。夜ノ森をも通り越して中村藩領に入り、熊川に到達してようやく足を止めた。長州藩兵は木戸に復ってその地に宿営し、午前の交戦で負傷者の増えた鳥取藩兵と広島藩兵は広野に戻った。この戦いでの死者は新政府軍が12人、同盟軍は13人であるが、戦意を喪失した同盟軍が多くの拠点を奪われることになった。

熊川の位置

福岡藩1中隊が合流した新政府軍は、28日から北への急進を開始し、列藩同盟軍主力が引き上げた後の道筋を次々と攻略していった。夕方には長州藩兵らが夜ノ森付近の抵抗を死傷者を出しつつ撃破。仙台藩記は中村藩が先に打ち破られ、戦線が崩れたことを書き記しているが、同時に中村藩の新政府への寝返りを疑う藩内部の声が記録されている。実際、京都から復ってきた中村藩家老の岡部正蔵が新政府への恭順を強く主張しており、密かに検討が重ねられていた。新政府軍は列藩同盟軍拠点となっている熊川に向かったが、町は既に同盟軍によって放たれた火が燃え広がっていた。長州藩兵は町を遠回りに追撃したものの同盟軍は見えず、夕方になったため夜ノ森付近で宿営した。

## 中村藩領へ

### 浪江の戦い（第一次）
|          | 藩     | 兵力 |        | 藩         | 兵力 |
| -------- | ------ | ---- | ------ | ---------- | ---- |
| 新政府軍 | 福岡藩 | 442  | 同盟軍 | 中村藩当初 | 100  |
| 新政府軍 | 津藩   | 95   | 同盟軍 | 中村藩増援 | 250  |

浪江の位置

29日、仙台藩は「相馬中村藩の行動に怪しむべき点あり」と離反を疑い、前線を去って後方の中村に引き上げた。陸軍隊ら、旧幕府の部隊も引き上げ、もはや前線に立つ部隊は中村藩2小隊のみとなっていた。しかし、本拠地まで45km地点に新政府軍を迎えたことから、自領を守るという目的が芽生え、中村藩兵は戦闘意欲を取り戻していた。離散していた藩兵たちも次第に集合を始めていたが、新政府軍は迅速な進軍をみせてたちまち両者は接近する。特に先頭を行く福岡藩、津藩の進軍速度が速く、後続の長州藩、鳥取藩、広島藩はやや離れて追走する形となっていた。福岡藩と津藩は順調に新山を制圧して北上を続け、高瀬川を前にしたとき、ついに中村藩の陣地を川の向こう岸に見ることになる。
その日、高瀬川は水かさが増し、流れも急であったが援護射撃を受けて何とか一本の橋梁を作り、川を越えることに成功（午後3時）する。だが、この陣地の中村藩兵は頑なに反撃の意思を崩さず、午後6時を目前にしても福岡藩、津藩は陣地を突破できず、川を背に立ち往生していた。後続部隊もまだ遠くにあり、両藩は孤立する。午後6時過ぎ、西の河内村から援軍に来た中村藩5小隊が姿を表す。中村藩兵5小隊の前には、福岡藩が左側面を見せていた。5小隊による左側面の攻勢は完全に奇襲となり、福岡藩、津藩は統制を失って後退を始める。しかし退路は一本きりの橋梁であり、撤退に手間取っているうちに陣地から飛び出してきた中村藩兵の抜刀白兵戦を受け、被害を拡大させた。ようやく高瀬川を渡りきった新政府軍であるが、この戦いで中村藩死者8名、負傷人7人に対し、死者15人、負傷人50人といった大きな被害を受け、新山へ向けて退却した。後続の新政府軍は新山に全軍を集結させ、四条総督、木梨精一郎、河田景与は失敗を踏まえた新たな作戦を協議した。

### 浪江の戦い（第二次）
|          | 藩     | 兵力 |        | 藩     | 兵力 |
| -------- | ------ | ---- | ------ | ------ | ---- |
| 新政府軍 | 長州藩 | 800  | 同盟軍 | 中村藩 | 350  |
| 新政府軍 | 津藩   | 95   | 同盟軍 |        |      |
| 新政府軍 | 岩国藩 | 300? | 同盟軍 |        |      |
| 新政府軍 | 広島藩 | 100  | 同盟軍 |        |      |

雨脚の強い8月1日の早朝、長州藩と岩国藩の各1中隊は高瀬川の上流へと向けて西へ出発する。広島藩兵の2小隊には先日構築した橋梁を使っての正面からの攻撃を指示、長州藩1中隊と津藩は高瀬川の下流である東へと向かわせた。作戦の目的は正面の広島藩が浪江の同盟軍をひきつけているうちに上流、下流それぞれの場所で渡河の手段を見つけて回り込んで浪江を包囲することだった。
かくしてまずは正面を突いた広島藩兵と中村藩兵が交戦を開始するが、強固な浪江陣地を前に広島藩は渡河地点から前に進めない。川を背に防戦しつつ、別働隊の到着を待つしかなかった。東に進んだ長州藩1中隊と津藩は下流の渡河に成功したものの、手間取って時間を費やしてしまった上、東から浪江へ攻めこもうとするが、中村藩の構築した幾世橋陣地が立ちはだかって、すぐに広島藩の援護に回れない。これに対して、西の上流方面に進んだ長州藩と岩国藩の各1中隊は上流から大きく迂回、半弧を描いた機動は北（中村側）から浪江の背後をついた。両藩の進軍先には中村藩の砲台が築かれた高地があったが、長州、岩国両藩は驚く中村藩砲兵を撃破してこれを占拠。そのまま、時をおかず高台を駆け下りて浪江を背後から攻撃した。
長州藩の突撃は高地から中村藩の背後を突く決定的なものであり、先日の広野のように中村藩の戦意を粉砕した。長州、岩国両藩に分断され、一斉に東西へ分かれて逃走を開始する中村藩だが、中でも東（海側）に向かった中村藩兵は悲惨だった。浪江陣地の東には、ちょうど幾世橋陣地を攻略したばかりの新政府軍（下流に派遣されていた長州藩1中隊と津藩兵）がおり、中村藩兵は統制もなく田畑の中を散らばって逃げるしかなかった。西（山側）に逃走した藩兵は被害こそ受けなかったが、もはや軍隊としての形を成さないまでに撃ち散らされたことは同じであった。この大敗は中村藩の抗戦を完全に断念させた重大な敗北であり、中村藩の組織的な抵抗はこの戦いで終了した。

### 中村藩の降伏

中村の位置

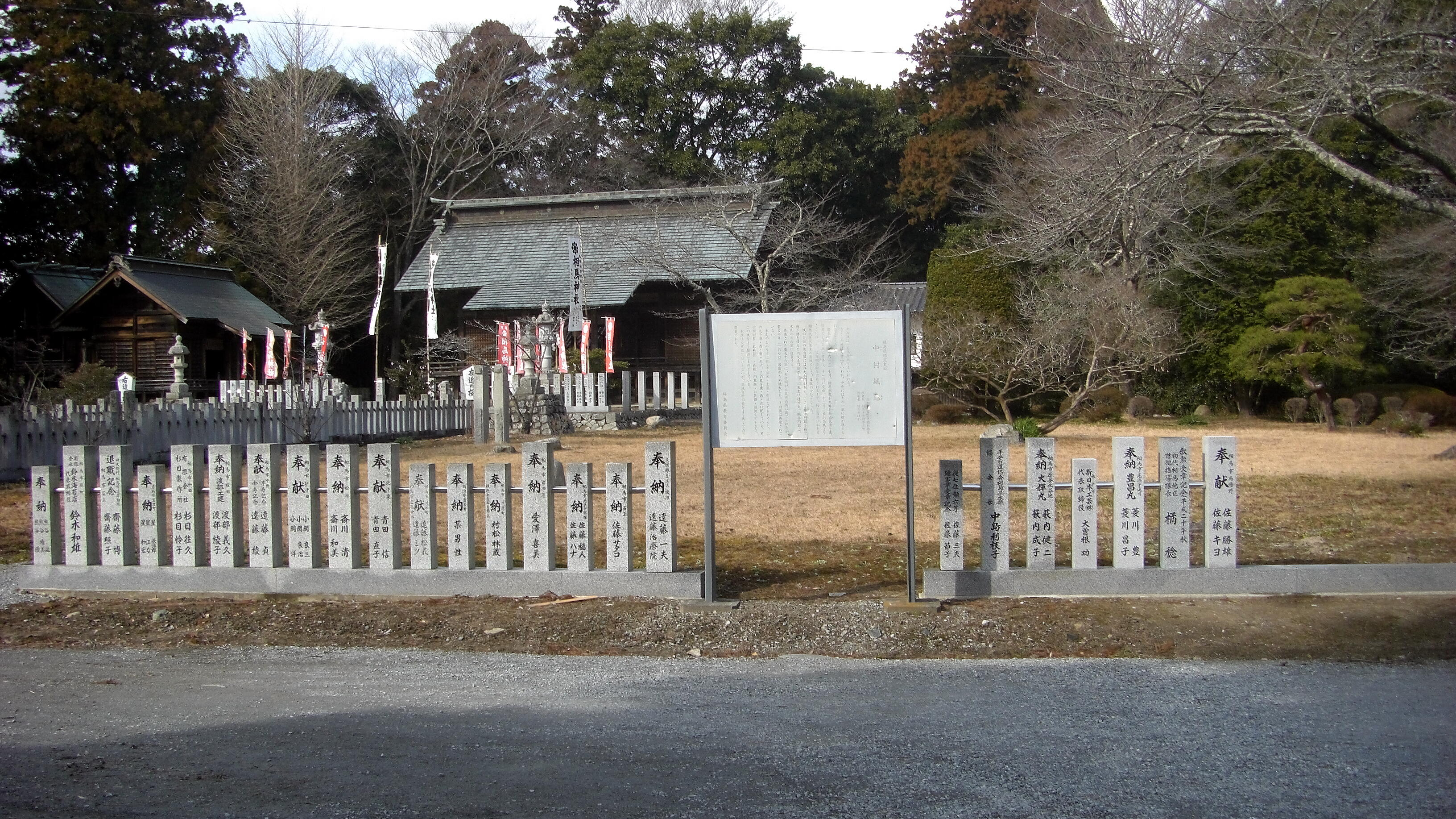
中村城跡

1日の浪江の敗戦を受けて、仙台藩兵は中村藩の中村城から仙台藩境の駒ヶ嶺に引き上げる。米沢藩兵も自領へと帰り、陸軍隊、人見遊撃隊らもすでに仙台へと退却していた。7月29日には新潟港が陥落して会津藩が孤立無援となり、同日には激戦の末に二本松城が落城（二本松の戦い）しており、仙台藩らは自領の防衛を優先していた。
2日、仙台参政松本要人は中村藩主相馬誠胤に使者を送り、仙台に逃れて再挙を図るよう誠胤と父の後見役の相馬充胤を説得。しかし、敗走する磐城平藩を見てきた充胤は、藩兵に対する人質であることを理解していたため、城を守って倒れることは武門の本懐であると脱出を拒否、徹底抗戦を約束する一方、中村藩は4日に新政府へ降伏の使者を出した。6日には再度仙台藩の使者が訪れ、その難詰に対しては同盟に留まることを確約しつつも、既に同日に新政府軍から正式に降伏を認められていた。
翌7日、中村藩の降伏を受けて四条総督ら新政府平潟方面軍は中村に入城。こうして、浜通りの諸藩は全て新政府軍に制圧された。以後、中村城は新政府軍の対仙台拠点となり、仙台藩が降伏するまで2ヶ月間におよんで物資、人員を徴発され続けることになる。

## 推移（時系列）
慶応4年（1868年）

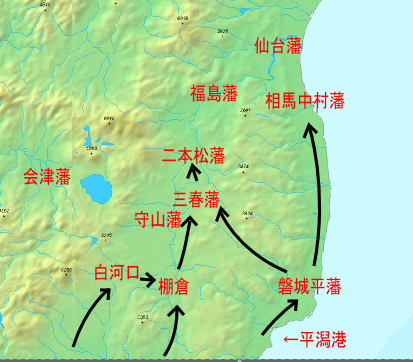
磐城の戦い終了までの新政府進路

- 6月16日：新政府軍1000名が平潟港に上陸。（第一陣）
- 6月17日：関田付近で新政府軍と同盟軍の間で遭遇戦。
- 6月20日：平潟港に新政府軍（岡山藩兵302名、柳河藩317）到着。（第二陣）
- 6月24日：同盟軍が平潟西の八幡山を占拠。交戦の末、退却する。
- 6月25日：棚倉城を新政府軍の板垣退助が落とす。
- 6月28日：新政府軍、海岸線側（泉藩攻撃）と本街道側（湯長谷藩）に軍を二分して攻撃開始。
  - 同日、泉陣屋、湯長谷館は新政府軍に占拠される。
  - この頃、同盟軍が磐城平城に増援1大隊が到着。
- 6月29日：新政府軍に笠間藩200名（第三陣）が加わる。新政府軍、本街道の部隊が平城に攻撃をしかけるも失敗。
  - 同盟軍側汽船、平潟を砲撃。
- 7月1日：新政府軍、海岸線側の部隊で磐城平城を攻撃し、失敗する。
- 7月3日：新政府軍、四条隆謌を仙台追討総督に任じる。平潟に鳥取藩6小隊300人、岡山藩80名、郡山藩70名（第四陣）が到着。また、鳥取藩の河田景与（通称、河田佐久馬）が参謀として参加。
- 7月9日：新政府軍に薩摩藩469名（第五陣）が加わる。
- 7月10日：米沢藩の大隊長江口縫殿右衛門が3小隊とともに四倉に到着。
- 7月11日：米沢藩の先遣3小隊、磐城平城を退去。
  - 新政府軍、棚倉支隊の板垣退助が磐城平城攻め督促のため平潟来訪。
- 7月12日：新政府軍に鳥取藩700余名（第六陣）が加わる。
- 7月13日：磐城平城攻防戦が始まり、同日深夜落城する。
- 7月17日：新政府軍に郡山藩120名（第七陣）が到着。
- 7月22日：小名浜港に新政府仙台追討総督の四条隆謌が到着。続いて長州藩4個中隊（約800名）、福岡藩440名、岩国藩200名、広島藩（不明）、久留米藩（不明）らが到着（第八陣）した。
  - 新政府軍の広島、鳥取両藩兵、広野へ出兵。
- 7月23日：広島藩先発隊、末続村にて中村藩の奇襲を受けて撤退。広島、鳥取両藩はこれを挽回すべく前進し、広野にて戦闘を開始する（広野の戦い）24日早朝、中村藩は撤退して新政府が広野を保持する。
- 7月24日：新政府軍に福岡藩442名と津藩95名が加わる。（第九陣）
  - 約5,000名となった新政府軍は軍を二分。約2,000名を三春藩方面へ派遣する。
- 7月25日：新政府軍の広野陣地、中村藩の奇襲を受ける。
- 7月26日：広野において本格的な野戦が起こり、長州兵の突撃で新政府が勝利。中村城に向け、大きく前進する。
- 7月27日：新政府軍に熊本藩489名が加わる。（第十陣）
- 7月28日：新政府軍、夜ノ森に到達。
  - この頃、仙台藩兵は前線から中村城へ引き上げを始める。
- 7月29日：新政府軍福岡藩と津藩が高瀬川を越え、浪江に到達するが相馬中村藩の反撃を受け、被害を出しつつ退却。
  - 同日、同盟軍の二本松城が激戦の末、陥落。
- 8月1日：新政府軍、浪江の中村藩兵を包囲攻撃。猛攻の前に、同盟軍は瓦解する。
- 8月2日：仙台藩、中村藩主相馬誠胤と後見役相馬充胤に仙台への撤退を促すもこれを拒否。
- 8月4日：中村藩、新政府軍へ降伏の使者を送る。
- 8月6日：新政府軍、中村藩の降伏を受諾。
- 8月7日：総督四条隆謌が中村城に入り、浜通りを巡る一連の戦闘は終結する。

## 戦後の経過
平潟方面軍が中村藩を占領した時点では、白河口方面軍はまだ二本松城に留まり、援軍を待っている状態であった。また、会津藩に侵攻可能な位置にまで進出したため、今後の侵攻について議論が起こっていた。大村益次郎は「まず枝葉（各藩）を刈れば、根幹（会津）は自然と枯れる」と主張し、現地指揮官の伊地知正治と板垣退助は「根幹を抜けば枝葉を憂慮する必要はない」と主張。結局現地の二人の意見が優先されるまで若干の日数を要した。
そのため、一直線に中村城へ向かった平潟軍は、白河口方面軍に比べて大分北に来ており、既に双方の連携もとれないほどに突出していた。それでも四条総督は果敢な進軍を選び、中村城を制圧した当日の7日に中村藩兵と共に撤退中の仙台藩兵へ追撃に出た。仙台藩からすれば先日まで徹底抗戦を唱えていた中村藩が先頭に立っての襲撃であり、仙台藩兵は狼狽した。それでも、3小隊ほどが踏みとどまって遠藤主税の元、中村藩軍を迎え撃ち逆に押し返すほどに奮戦したが、長州藩兵らの攻撃によって壊走した。これにより、仙台藩兵は完全に浜通りから姿を消した。
中村藩は城を攻められずして降伏し、即日仙台藩と交戦したために、当初は仙台藩において報復の声が上がったが、中村藩は同盟軍として戦って88名の戦死者を出し、新政府に与してから更に59名の戦死者を出したことから、敗者側に立った「会津戊辰戦史」でも「厳密に武士道の見地より論ずれば赦し難き感あるも、人情より論ずれば深く咎む可からざるに似たり」とその立場は理解されており、同書において「初めはどちらにつくかを隠して両者に媚を売り、時勢が判明するや裏切りの毒を逞うする者、東に三春あり、西に新発田あり」と糾弾された両藩とは扱いが異なる。
その後、仙台藩兵は中村藩との藩境に兵を集め、仙台藩領を守るための旗巻峠の戦いを新政府軍と繰り広げた。この戦いでも新政府軍の先頭に立たされたのは中村藩兵であり、戦闘においては徴兵したばかりの農兵2800名を率いて活躍する。しかし先月まで友として戦っていた相手と戦闘を続けることは、中村藩の本意ではなかった。27日、中村藩家老佐藤勘兵衛が密かに仙台藩へ恭順降伏を打診する。
仙台藩には武装から戦術にいたるまで洋化した額兵隊1,000名を始めとして、後の箱館戦争で活躍した旧幕府の部隊、26日に入港したばかりの榎本武揚率いる艦隊が控えていたものの、23日に会津若松城が包囲され、榎本艦隊6隻も台風で激しく損傷していたことから藩論は降伏へと傾いていく。更に9月4日に米沢藩が降伏し、10日に旗巻峠を失陥したことが藩主伊達慶邦の決断を引き出した。12日、慶邦の意志をもって仙台藩は降伏を決定。15日に正式に降伏した。東北での戊辰戦争はそれから1週間後の22日の会津戦争の決着で事実上終結する。新政府の平潟方面軍は絶えず浜通りから仙台藩に圧力を与え、藩境を制圧することで降伏を引き出す重要な役を担った。

### 戦後処理
戊辰戦争終結後、列藩同盟軍の藩は、奥州鎮撫総督の指示により新政府軍に加わった藩に一時預かりとなった。会津藩は福井藩、松代藩、高田藩と他数藩に、白河、棚倉、二本松は黒羽藩、守山藩、石岡藩に、福島藩は中村藩らに、そして磐城平藩、泉藩、湯長谷藩の三藩は笠間藩に預けられることになった。しかし新政府はこの処置を直轄へと改めて、直轄地機関である「民政局」を奥羽越同盟の各城下町に設置して強い統制下に置いた。浜通りにも磐城平に民政局が設置され、中村でも新政府占領下で中村城が解体された。
明治2年（1869年）2月、明治政府は民政局を解散させて府県制に移行した。この動きにより若松県、福島県、白河県が成立したが、二本松藩と磐城平藩、泉、湯長谷藩は県制が適用されずに藩として復活した。その際、以下のとおりの処分が加えられた。
- 泉藩 - 1万8000石へ減封（2万石）
- 湯長谷藩 - 1万4000石へ減封（1万5000石）
- 磐城平藩 - 明治政府に7万両を献納し、所領安堵となった。
- 中村藩 - 明治政府に1万両を献納し、所領安堵となった。

また、同年1月19日には陸奥国は明治政府によって分割され、浜通り諸藩（磐城平藩、中村藩など）と中通りの棚倉藩などの領土は磐城国に入れられた。そして、戊辰戦争に参加した磐城国の各藩は、全て藩としての存続を許されることになったが、明治4年（1871年）8月29日、明治政府は廃藩置県を実施した。この結果、泉県、湯長谷県、磐城平県、中村県が成立したが、同年11月には県の統廃合が行われ、これら4県は統合されて平県に改名され、その平県も翌5年（1872年）1月9日には磐前県に改名された。こうして浜通りは磐前県として広域行政権を得ていたが、明治9年（1876年）8月21日には磐前県は福島県（中通り）や若松県（会津地方）と合併され、福島県の一部に入れられて広域行政権を失った。
現在の福島県は、磐城平藩・中村藩・会津藩の各領土が一緒にさせられているが、戊辰戦争で長州藩（明治政府軍）と敵対した会津藩と、会津藩を擁護した磐城平藩と中村藩（奥羽越列藩同盟軍）が合併されて、福島県が成立したのである。会津・磐城平・中村が同じ県に入れられたことから、「福島」県の成立は戊辰戦争の延長線上であった。

### 浜通りの戊辰戦争後
1874年に板垣退助らが征韓論によって下野し、土佐に立志社を創設して士族と豪農商に選挙権を与えるよう運動を始めると、それをきっかけに自由民権運動が起こった。その動きは石陽社、三師社ら福島、二本松、石川郡に波及し、磐前県消滅後の浜通りにも影響を与えた。1877年に旧中村藩に北辰社が、旧磐城平藩には興風社が設立され、士分、富農商の参政権を求める政治結社として始まった。その行動は穏健なものであったが、自由民権運動の高まりと福島県令三島通庸の強引な行政によって衝突が起こり、その弾圧の対象とされた。
経済面では、旧磐城平藩では石炭が開発され、旧中村藩では森林鉄道が敷設された。特に石炭は、「常磐炭田」と呼ばれるように、水戸藩と磐城平藩の領土に跨がって広がり、萩城下で生まれて助川を本拠地とした久原房之助によって開発された。萩は明治政府を立てた長州藩の首府であり、助川は戊辰戦争で明治政府に敵対した水戸藩の領内である。戊辰戦争の結果、徳川幕府の本拠地であった江戸は陥落し、明治政府の本拠地である東京に変貌したが、浜通りで産出された石炭や木材は、東京に輸送され、東京の発展の為に利用された。
1927年には金融恐慌の余波を受けて福島商業銀行が破綻し、続いて中村の相馬銀行、平町の磐城銀行、そして同じ浜通り内の四倉銀行、浪江銀行が相次いで破綻した。さらには1929年にはアメリカ発の大恐慌が発生し、福島県内の銀行は22行が破産し、浜通りの銀行も茨城県や宮城県の銀行と合併された。また、この恐慌で養蚕産業も壊滅し、続いて到来した1934年の大凶作にも為す術がなかった。